# 彩虹旗 (LGBT)

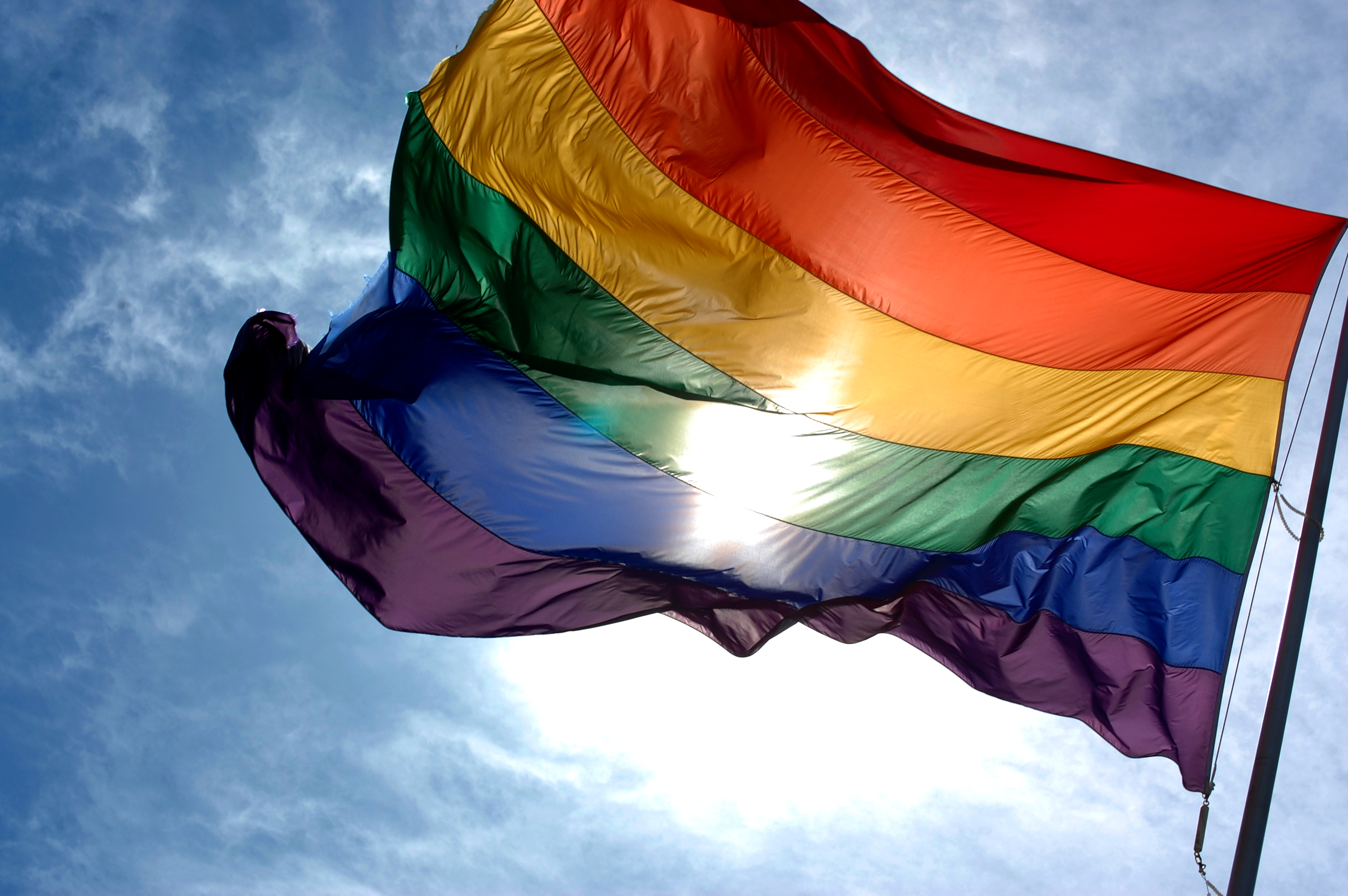
飛揚的彩虹旗

彩虹旗（英語：Rainbow Flag），也被稱作LGBT驕傲旗和同志驕傲旗，是一面象徵性別少數群體（LGBT）的旗幟。現今最通用的彩虹旗為1979年的六條版本，故也作「六色彩虹旗」。常見於各種LGBT之消費場所（包括但不僅限於酒吧、餐廳、商店）以表示該商戶對性別少數群體之友好；同時也會在各地同志驕傲大遊行中頻頻出現。
此旗最早是由舊金山藝術家吉爾伯特·貝克於1978年設計。由於廣泛提供的織物，旗幟進行了幾次修改，刪除了部份顏色，然後重新添加了一些顏色。 截至2008年，最通用的彩虹旗為包含紅、橙、黃、綠、藍和紫羅蘭色，並且通常是水平懸起的。最通常是紅色在最上面，與自然界的彩虹顏色相同。

## 歷史
彩虹旗於1978年6月25日首次在舊金山同志驕傲大遊行上飛揚。
貝克創作此旗的靈感很可能源自朱迪·加兰所唱的《Over the Rainbow》，以及死後數天所發生的石牆暴動。此旗亦與一戰勝利勳章的緞帶顏色相同，但現已證實兩者並無關係。另一個說法則指出，此旗的靈感源自1960年代盛行於校園中高呼世界和平的人手持的「種族旗幟」（亦稱「人類旗幟」）。該旗是以五個平行的間條組成（由上至下分別是紅、黑、棕、黃和白）。此說法認為貝克是取材自此旗，並且是在被美國詩人艾伦·金斯堡所影響的嬉皮運動中借得此旗。
第一代的同性戀族群旗幟也是由貝克手工染色做成的，並且有八種顏色的條紋組成：亮粉紅、紅、橙、黃、綠、青綠、靛青和紫羅蘭。貝克把這些顏色的意義表示如下：
| 亮粉色：性（sex）           |
| 紅：生命（life）             |
| 橙：治愈（healing）             |
| 黃：陽光（sunlight）             |
| 綠：自然（nature）             |
| 青綠：藝術（art）、魔法（magic） |
| 靛青：和諧（harmony）、寧靜（serenity） |
| 紫羅蘭：精神（spirit）         |

之後，30個志願者為同志驕傲大遊行手工紡織和上色2面彩虹旗。
在1978年11月27日，首位公開出櫃的美國同性戀城市監督人、舊金山市議員哈維·米爾克（Harvey Milk）被暗殺。米爾克死後，人們對彩虹旗的需求開始大大增加。為了滿足這些需求，派拉蒙旗幟公司開始銷售由紅、橙、黃、綠、青綠、靛青和紫羅蘭七種顏色條紋組成的彩虹旗。當貝克開始銷售他設計的彩虹旗時，由於沒有足夠的亮粉紅纖維，所以將亮粉紅色從旗幟中除掉。另外，總部設於舊金山的派拉蒙旗幟公司亦公開售賣國際彩虹少女社團旗幟，而貝克也成為其僱員。
在1979年，彩虹旗最後一次被修改，並變成現在這個樣子。這是因為當彩虹旗被垂直掛在三藩市的市場街的時候，中間的條紋變得模糊不清。為了使得旗幟更簡單，人們去掉了青綠色。同時，靛青也被藍色取代，變成了現在六種顏色的版本的彩虹旗幟。
於1989年，當約翰·斯托特起訴其地主禁止他在其加利福尼亞州西好萊塢住所的陽台上展示彩虹旗，並獲得勝訴後，彩虹旗在美國全國得到廣泛關注。
2000年，夏威夷大學將其運動隊的名稱「彩虹鬥士」改為「鬥士」，並在其標誌上除去了彩虹部份。起初，運動主任休·吉田指出此改動是為了區別運動隊和同性戀。但是，當此做法招來批評時，吉田卻指出此改動是為了避免與其他品牌混淆。之後，學校允許其運動隊選擇自己的隊名，導致多種名稱迭起，其中包括「彩虹鬥士」、「鬥士」、「彩虹」和「彩虹沃希恩」。此決定於2013年5月被更改，運動隊被迫除去「彩虹」兩字。
2017年3月30日，以設計同志彩虹旗聞名的美國舊金山藝術家吉爾伯特·貝克，於當地時間3月30日（北京時間3月31日）逝世，享壽65歲。
| 八條紋旗幟（1978年） | 七條紋旗幟（1978年－1979年） | 六條紋旗幟（1979至今）旗幟比例：2:3 |

### 一里長旗幟
1994年，為了紀念石牆起義25周年，貝克決定製作世上最大的彩虹旗。貝克和其志願者團隊用了整整一個月來籌劃製作工程。一里長旗幟使用了基本的六種顏色，闊30英尺。後來，石牆暴動周年紀念活動的獨立贊助者都能獲得此旗上闊1英尺的一部份。世界各地的LGBT活動家亦獲得一里長旗幟的一部份。《吉尼斯世界紀錄大全》後來認證一里長旗幟為世上最大旗幟。

### 彩虹旗在台灣
2007年，「台灣同志遊行聯盟」團隊，稱該團隊「融入了台灣在地文化」，而將六色彩虹的意涵重新定義、詮釋，用以表達「台灣同志遊行聯盟」團隊對於同志運動的關注態度以及立場。
此後，在2008、2009、2010年該團隊所主辦的台灣同志大遊行，延續此「六色彩虹宣言」的同志運動精神，號召群眾走上街頭。
| 🟥紅色：性愛——廢除惡法，性權就是人權 |
| 🟧橙色：力量——集體展現，我們就是力量 |
| 🟨黃色：希望——勇往直前，打造希望種子 |
| 🟩綠色：自然——看見差異，自然展現本性 |
| 🟦藍色：自由——自主多元，解放身體自由 |
| 🟪紫色：藝術——活出自我，創造繽紛藝術 |

## 衍生產品

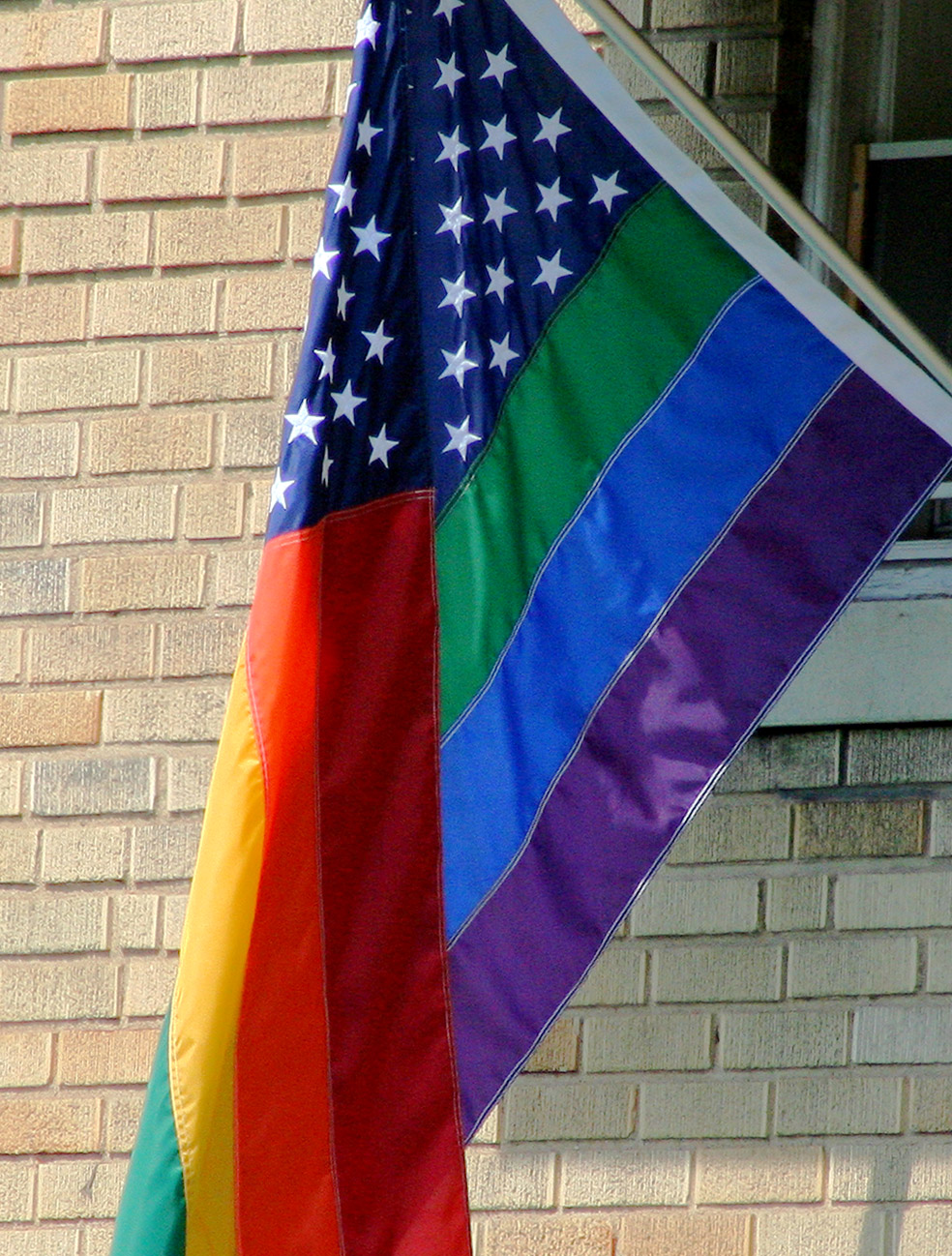
美國國旗與彩虹旗的合體版

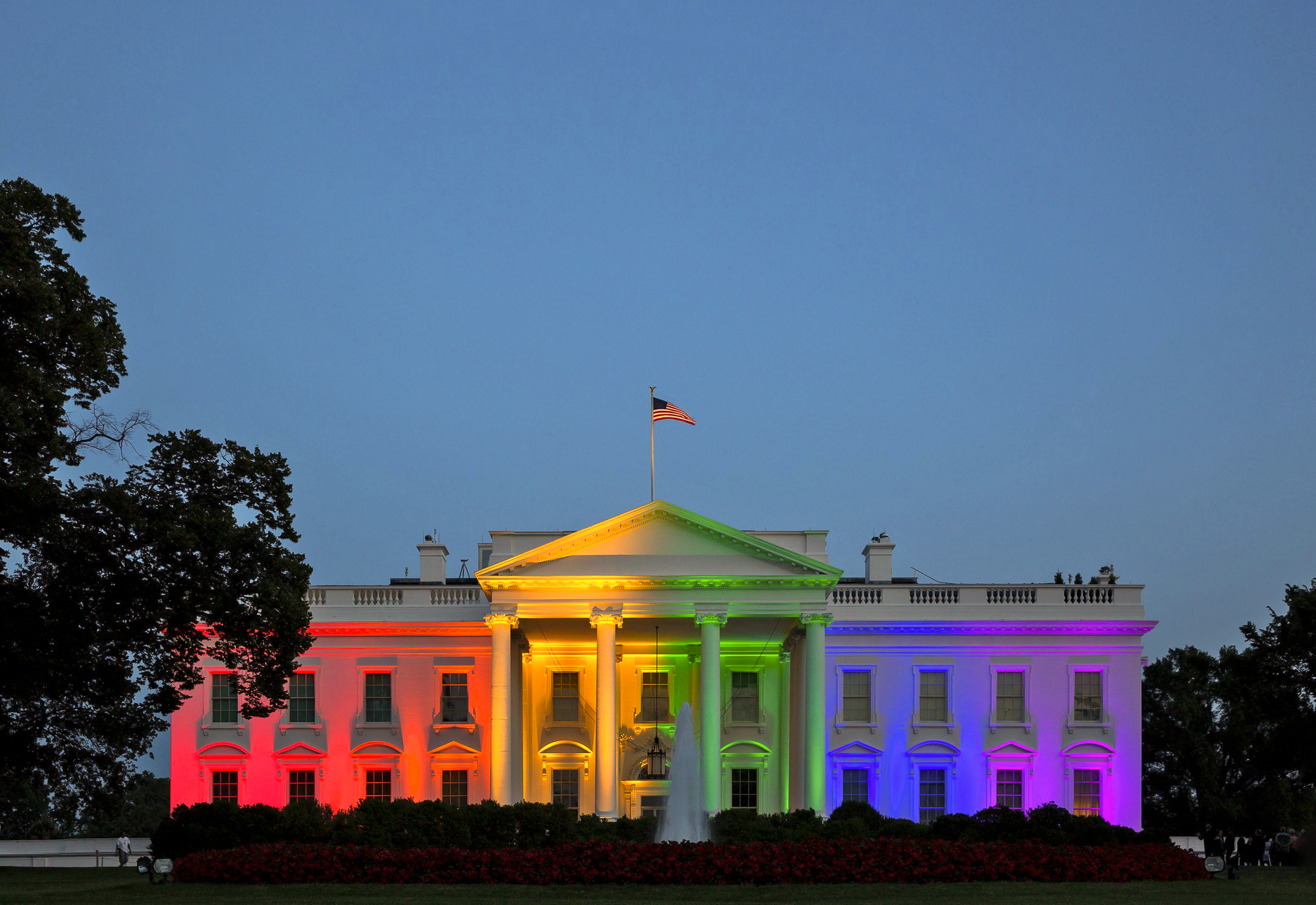
美國白宮以六色彩虹旗打亮

彩虹旗在現代已廣泛地應用在各種產品中，其中包括珠寶、服裝和其他個人物品。彩虹旗的顏色亦成為一個展示LGBT身份或團結的象徵。彩虹旗的知名度是如此之高，使得彩虹旗基本上已經完全取代其他同性戀象徵物，如Λ和粉红三角形。基本的彩虹旗已經產生出無數的變化。最經常的珠寶類是驕傲項鍊（pride necklace）和自由戒指（freedom rings），分別由六個戒指組成，每個戒指一種顏色，組成一個鏈。其它的產品從鑰匙鏈到蠟燭。一些國旗被改變以包含彩虹旗，而這些其中的旗幟被做成從倒三角到笑臉的形狀。
加拿大蒙特利爾的波特站，是一個同性戀鎮地鐵車站。該車站最近重建成一個帶有彩虹旗元素的地鐵車站。
為了慶祝2012年6月同性戀自豪月，彩虹旗上的顏色亦被用作裝飾西好萊塢聖維森特大道和聖塔莫尼卡大道交匯處的行人穿越道。該行人穿越道位於洛杉磯驕傲節的入口處，並已獲西好萊塢市議會批准。同性戀活動家亦在計劃永久保留彩虹行人穿越道。
2015年6月26日，在美国最高法院就奥贝格费尔诉霍奇斯案作出裁决后，白宫投射六色彩虹光雕以纪念同性婚姻在全美50个州合法化。
2019年9月，台灣台北市為了呼應台灣同性婚姻通過後第一場台灣同志遊行的到來，將位於台北捷運西門站6號出口前的西門町漢中街馬路塗上了六色彩虹與台北英譯的地景，至今常被作為一個打卡景點。

## 懸掛
- 2016年12月10日至17日，臺中市政府新市政大樓、豐原陽明大樓及臺中州廳。[27]
- 2017年11月24日，英國駐香港總領事館亦在法院道大樓懸掛六色彩虹直幡，亦在facebook專頁上祝福參與遊行的人士，指「所有愛情都是偉大的」，他們可與榮耀同行。[28]

## 相似旗帜
- 庫斯科旗幟
- 毛里求斯国旗
- 中华民国北洋政府国旗

### 引用
1. ↑  .   [2007-08-21]. （原始内容存档于2019-06-10）.
2. ↑  Gilbert Baker. . Metro Weekly. 18 October 2007  [2008-03-13]. （原始内容存档于2014-04-13）.
3. ↑  Gay Almanac, p. 94
4. ↑  Higgs, Professor David. . Psychology Press. 1999: 173–  [19 November 2012]. ISBN 9780415158978. （原始内容存档于2021-03-27）.
5. ↑  Carleton College—“Symbols of Pride of the LGBTQ community”: 的存檔，存档日期2008-09-07. Noted as sourced to The Alyson Almanac from the college's library.
6. ↑  "San Francisco: The Unknown City", Helene Goupil, Josh Krist. Arsenal Pulp Press/Josh Krist, 2005. ISBN 1-55152-188-1, ISBN 978-1-55152-188-6. p. 33
7. ↑  THE GAY PRIDE FLAG - REAL ESTATE 的存檔，存档日期2014-10-06.
8. 1 2  Witt, et al., p. 435
9. 1 2  Unsung Heroes of the Gay World: Vexillographer Gilbert Baker: The Gay Betsy Ross 的存檔，存档日期2009-07-21. UK Gay News, 17 April 2008. Accessed 23 September 2009.
10. ↑  Russell, Ron. "Removal of 'Gay Pride' Flag Ordered: Tenant Suit Accuses Apartment Owner of Bias （页面存档备份，存于）." Los Angeles Times (December 8, 1988): Part 9, 6.
11. ↑  Dave Reardon; Brian McInnis. . Honolulu Star Advertiser. May 14, 2013  [4 June 2013]. （原始内容存档于2015-09-24）.
12. ↑  .   [2018-05-05]. （原始内容存档于2022-06-01）.
13. 1 2  "San Francisco Neighborhoods: The Castro" KQED documentary.
14. ↑  Young, Mark C. . Facts on File. 1994-10-01: 307–  [19 November 2012]. ISBN 9780816026463.
15. ↑  .   [2022-06-26]. （原始内容存档于2019-06-03）.
16. ↑  Gage, Simon; Richards, Lisa; Wilmot, Simon Gage Lisa Richards Howard; Boy George. . Da Capo Press. 2002-06-13: 50–  [19 November 2012]. ISBN 9781560253778.
17. ↑  Schmidt, Kathryn J. . ProQuest. 2008: 96–  [19 November 2012]. ISBN 9780549535461.
18. ↑  Hinrichs, Donald W. . iUniverse. 2012-01-04: 40–  [19 November 2012]. ISBN 9781462068371.
19. ↑  Fodor's. . Random House Digital, Inc. 2008-02-05: 48–  [19 November 2012]. ISBN 9781400018994.
20. ↑  . West Hollywood Patch. 7 June 2012  [12 June 2013]. （原始内容存档于2014-02-22）.
21. ↑  William-Ross, Lindsay. . 21 August 2012. LAist.
22. ↑  de Vries, Karl; Malloy, Allie. . 有线电视新闻网. 2015-06-27  [2025-06-27]. （原始内容存档于2023-01-27） （英语）.
23. ↑  . 澎湃新闻. 2015-06-27  [2025-06-27]. （原始内容存档于2015-06-30） （中文（简体））.
24. ↑  Little Peach. . 雅虎香港. 2019-10-04  [2025-06-27]. （原始内容存档于2025-06-27） （中文（香港））.
25. ↑  王威智. . 联合报. 2019-09-25  [2025-06-27]. （原始内容存档于2019-10-01） （中文（臺灣））.
26. ↑  . 三立新聞網. 2019-09-26  [2025-06-27]. （原始内容存档于2020-10-20） （中文（臺灣））.
27. ↑  中時電子報. . 中時電子報.   [2018-05-05]. （原始内容存档于2022-05-27） （中文（臺灣））.
28. ↑  . www.facebook.com.   [2018-05-05] （英语）.